# Afromorgus zumpti
Afromorgus zumpti är en skalbaggsart som beskrevs av Haaf 1957. Afromorgus zumpti ingår i släktet Afromorgus och familjen knotbaggar. Inga underarter finns listade i Catalogue of Life.